# Acción Cultural Española

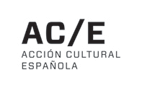
Logo de AC/E

Acción Cultural Española (AC/E) es una empresa pública creada para difundir la cultura española, dentro y fuera del territorio nacional español. Los objetivos de AC/E son promocionar y difundir las diversas realidades culturales de España, articular proyectos de las instituciones culturales españolas y promover la “Marca España” en el exterior. La empresa está participada al 100% por la Dirección General del Patrimonio del Estado. 

## Historia de AC/E
Acción Cultural Española (AC/E) nace de la fusión de las tres sociedades estatales preexistentes, dedicadas a promover y difundir la cultura española y la “Marca España” tanto dentro como fuera del país.
Estas sociedades fueron: 
- Sociedad Estatal de Conmemoraciones Culturales (SECC).
- Sociedad Estatal para la Acción Cultural Exterior (Seacex).
- Sociedad Estatal para Exposiciones Internacionales (SEEI).

El origen de esta institución parte de la fusión de estas tres sociedades  adoptada en el Consejo de Ministros del 30 de abril de 2010. AC/E fue constituida como tal el 21 de diciembre de 2010, sustituyendo a las sociedades preexistentes y su fundación se enmarca en el Plan de Racionalización del Sector Público Empresarial, cuyo objetivo principal era la reducción del gasto del Estado y el saneamiento de la Administración Pública.
Las tres sociedades previas ceden sus fines a esta nueva institución:
- SECC tenía como objetivo recuperar, actualizar y difundir, dentro y fuera de España, nuestra memoria histórica, cultural y científica a través de actividades y proyectos de muy diversa índole que incluían exposiciones, congresos, ciclos de conferencias, música, teatro, cine, documentales y publicaciones.
- Seacex era un agente público cuyo objetivo era mejorar el posicionamiento de la cultura española en el exterior, aumentar y consolidar la presencia de la creación española contemporánea en el panorama internacional y ofrecer marcos de relación entre creadores y profesionales que promuevan redes de trabajo sostenibles.
- SEEI ha sido la entidad encargada de la presencia de España en las exposiciones internacionales y universales aprobadas por la Oficina Internacional de Exposiciones (BIE por sus siglas en francés). Su última empresa fue la organización de la presencia y el Pabellón de España en la Exposición Universal Shanghái 2010.

## Objetivos
Acción Cultural Española (AC/E) es un instrumento ágil y eficaz para proyectar la imagen de España como país moderno e innovador, diverso y plural en su cultura, dinámico en la producción artística y orgulloso de su legado histórico.
Los objetivos de AC/E son:
- Promocionar y difundir las diversas realidades culturales de España dentro y fuera de nuestras fronteras.
- Articular los proyectos de las diferentes comunidades autónomas e instituciones culturales en todo el territorio nacional.
- Promover proyectos que impliquen a creadores, científicos e industrias culturales y creativas en el exterior siguiendo las directrices geográficas del Plan de Acción Cultural en el Exterior (PACE).